# CINDACTA II
Os Centros Integrados de Defesa Aérea e Controle de Tráfego Aéreo (CINDACTA) são unidades que executam atividades de controle do tráfego aéreo e de Defesa Aeroespacial. Para tanto conta com um Centro de Controle de Área (ACC), para o controle de tráfego aéreo civil; e um Centro de Operações Militares (COpM), onde é realizada a vigilância do espaço aéreo para fins de Defesa Aérea.
O CINDACTA II tem como área de atuação os estados do Rio Grande do Sul, Paraná, Santa Catarina, Mato Grosso do Sul, Rio de Janeiro e partes de São Paulo, Minas Gerais e Espírito Santo.
Para cumprir a sua missão,  o CINDACTA II é o Órgão  Regional de 15 Destacamentos de Controle do Espaço Aéreo (DTCEA): Bacacheri, Curitiba, Canoas,  Porto Alegre, Santa Maria, Santiago,  Canguçu, Uruguaiana, Morro da Igreja, Catanduvas, Florianópolis,  Foz do Iguaçu, Jaraguari, Campo Grande e Corumbá.

## 5° Regimento de Aviação
Antes de abrigar o CINDACTA II o Aeroporto do Bacacheri serviu de base aérea após a  Revolução de 1932 permanecendo ali um Destacamento de Aviação que foi comandado, a partir de 28 de dezembro de 1932, pelo 1º Tenente José Candido da Silva Muricy Filho.
Por Decreto de 27 de julho de 1933 foi nomeado o primeiro comandante do 5° Regimento de Aviação (5° R.Av.), o Major Samuel Ribeiro Gomes Pereira. E em setembro do mesmo ano, atendendo a necessidade de organização imediata, foi-lhe dado, pelo Aviso n° 583, o Rio de Janeiro como sede provisória. Vinte dias depois a sua sede foi mudada para o Campo de Bacacheri; ficando extinto o Destacamento de Aviação de Curitiba.

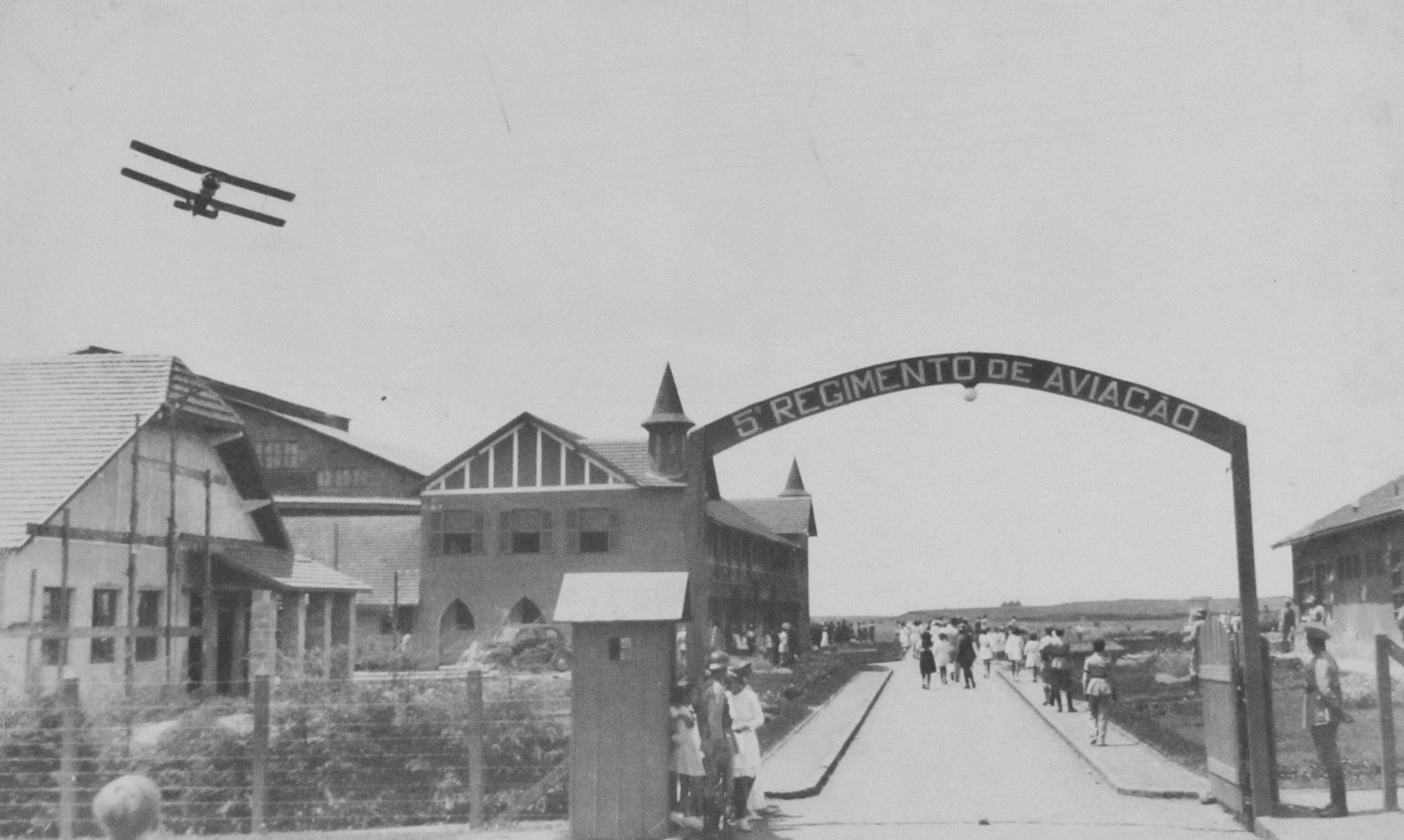
Antigo quartel do 5° Regimento de Aviação.

Imediatamente iniciaram-se os serviços de terraplenagem, construção de um hangar provisório, duas pistas, uma rua de acesso, dois pontilhões e um portão na entrada da Estrada da Graciosa. E enquanto eram construídos os hangares a pavilhões do 5° Regimento de Aviação, este instalou-se, provisoriamente, no Edifício da Escola Agrícola, no próprio Campo do Bacacheri.
O primeiro grupo de oficiais que serviram no 5° Regimento de Aviação, por ocasião da sua fundação, compunha-se dos Capitães Manoel Pinto da Silva Valle a João de Almeida, do 1º Tenente Ruy Presser Bello, dos 2º Tenentes Renato Augusto Rodrigues, Antônio Gonçalves Moreira Filho, Adamastor Beltran Cantalice, Hortêncio Pereira de Brito, Almir dos Santos Polycarpo, Abel Veríssimo de Azambuja a Benedito Alves do Nascimento Filho a dos oficiais-contadores: Capitães Edgar de Freitas e 2º Tenente Sebastião de Carvalho Dias.

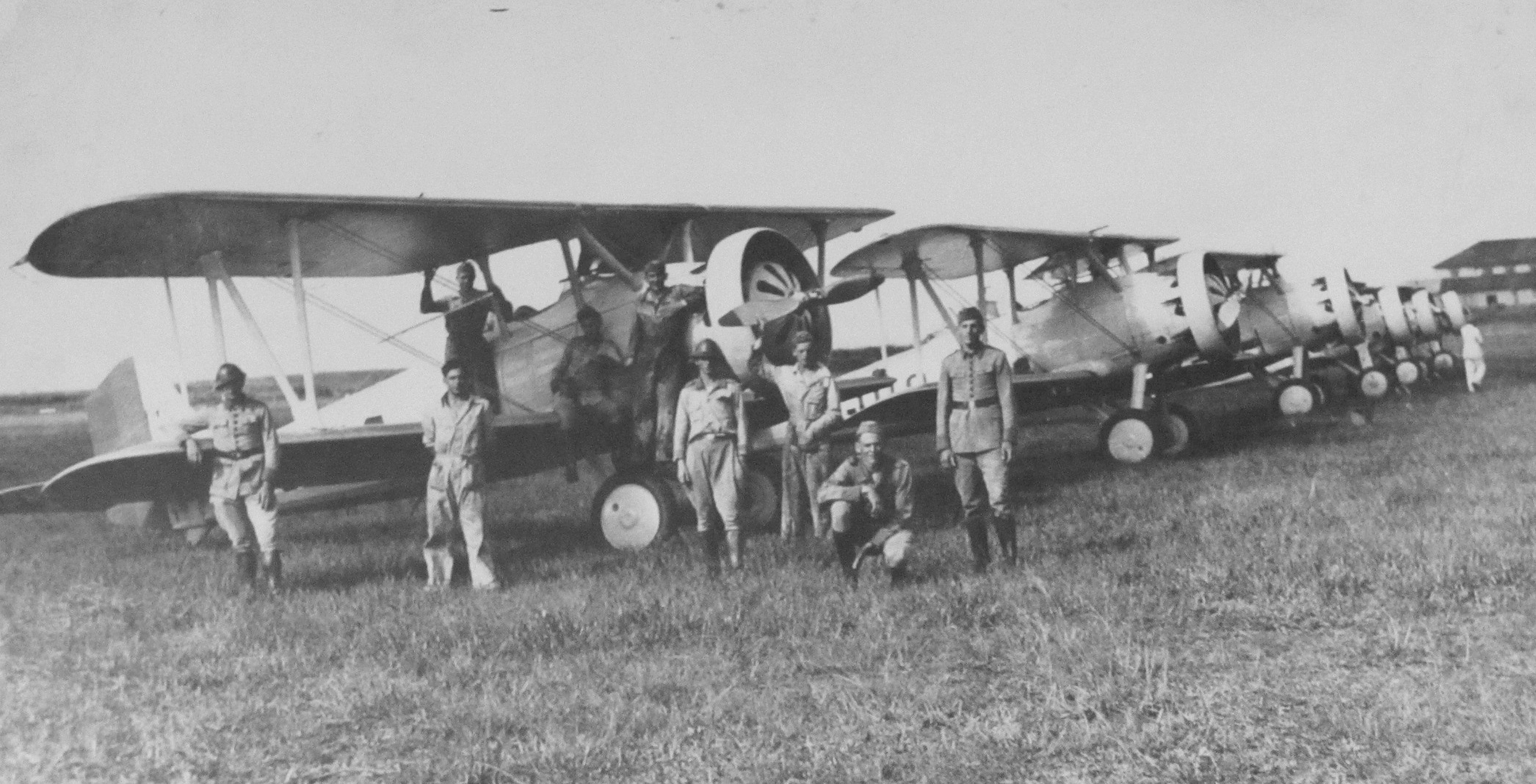
Aeronaves do 5° Regimento de Aviação.

As primeiras aeronaves do 5° R.Av., sete Vought Corsair, se deslocaram do Rio de Janeiro para Curitiba, em 03 de novembro de 1933.
O 5° Regimento de Aviação desde o início organizou-se com grande eficiência. O General Eurico Gaspar Dutra, por duas vezes, ao regressar das inspeções que realizou, a 03 de novembro de 1933 e a 13 de junho de 1934, classificou (em Boletim) o 5° Regimento de Aviação como a unidade modelar da Aviação Militar.

## Aeroclube do Paraná
O Aeroclube do Paraná foi fundado por vinte simpatizantes da aviação, na Casa do Mate, atual Palácio Avenida, em 9 de janeiro de 1932. Logo de início a diretoria do clube concentrou esforços na construção do campo de aviação e na aquisição de aviões para treinamento; pois na época os aviões aterrissavam em campos naturais do Boqueirão, Guabirotuba, Bacacheri e Portão. Após examinar vários locais da cidade foi escolhida uma área situada nos fundos da Escola de Agronomia do Paraná. Consta que, consultados os dirigentes da escola, estes demonstraram-se contrários à utilização da área para fins estranhos à suas atividades. Entretanto, em 4 de abril de 1932 foi assinado um Decreto Estadual doando ao Aeroclube do Paraná um imóvel com duzentos e cinquenta mil metros quadrados, nos fundos da escola agronômica, e mais uma faixa de seis metros para o acesso pela Estrada da Graciosa (trecho atualmente constituído pela Avenida Prefeito Erasto Gaertner).
Com a contra-revolução de São Paulo em 1932, auto-denominada Revolução Constitucionalista, foi ampliada a pista de voo para uso militar. O então Prefeito de Curitiba, Lothário Meissner, colocou os engenheiros, operários e máquinas da própria Prefeitura a serviço do Exército; tendo o próprio prefeito atuado como dirigente dos trabalhos.

## Correio Aéreo Nacional(CAN)
O Correio Aéreo Nacional (CAN) é um serviço postal militar brasileiro iniciado em 1931; o qual tem por objetivo integrar as diversas regiões do país e permitir a ação governamental em comunidades de difícil acesso, possuindo relevante papel social. Atua também como instrumento de integração entre os países da América do Sul. É de competência exclusiva do governo federal e mantido pela Força Aérea Brasileira através do COMGAR (Comando-Geral de Operações Aéreas).
Originalmente denominado Serviço Postal Aéreo Militar, foi denominado logo em seguida como Correio Aéreo Militar. Com a criação do Ministério da Aeronáutica em 1941,  foram reunidos o Correio Aéreo Militar (mantido pelo Exército Brasileiro) e o Correio Aéreo Naval (mantido pela Marinha do Brasil), constituindo-se o CAN.
Em 1932 foi criada a rota aérea: São Paulo - Sorocaba - Itapetininga - Faxina (Itapeva) - Ponta Grossa - Curitiba, operada pelo Correio Aéreo Militar, que posteriormente, reunido ao Correio Aéreo Naval, originou o Correio Aéreo Nacional (CAN).
Em 23 de março de 1935, foi inaugurada, com grande repercussão para as populações interessadas, a linha do Correio Aéreo Militar ligando Curitiba a Foz do Iguaçu. O voo inaugural foi feito pelo Capitão Orsini de Araújo Coriolano a pelo Tenente Manoel de Oliveira. O percurso começava em Curitiba, seguia por Prudentópolis, Cascavel, Foz do Iguaçu e Guaíra, penetrando no Mato Grosso. Nessa época, todo o oeste do Estado do Paraná estava coberto por densa floresta a as comunicações por via terrestre eram praticamente inexistentes. Durante vários anos o elo mais importante com essa região estratégica de nossas fronteiras, passou a ser o avião semanal do Correio Aéreo Militar.
Em 1936, no primeiro aniversário da inauguração da linha do CAM, a população de Foz do Iguaçu mandou cunhar vários exemplares de uma medalha de ouro para ofertar aos aviadores que faziam a linha. Na medalha achavam-se gravados os seguintes dizeres: 
"Aos aviadores do 5° R.Av., heróis anônimos do progresso de Foz do Iguaçu".
Receberam a medalha de ouro os seguintes oficiais: Eduardo Gomes, Ajalmar Mascarenhas, José Candido da Silva Muricy Filho, Orsini Araújo Coriolano, João de Almeida, João Adil de Oliveira, Homero Souto de Oliveira, João Ribeiro da Silva, Salvador Roses Lizarralde, Oswaldo Lima, Carlos Faria Leão, Ricardo Nicoli, Manoel Rogério de Souza Coelho, Almir dos Santos  Polycarpo, Manoel  Borges Neves Filho a Haroldo Ignácio Domingues.

## Força Aérea Brasileira
Com a criação Ministério da Aeronáutica em 1941, o 5° R.Av. passou a subordinar-se à Força Aérea Brasileira. E durante a Segunda Guerra Mundial foi criado em Curitiba o 1°  Grupo de Caça e o 3° Grupo de Bombardeio Picado. Os aviões deveriam ser Vultee A-35 Vengeance, adquiridos por financiamento nos EUA, sob o regime de Lend-Lease. No entanto foram condenados pelas autoridades aeronáuticas e proibidos de voar; tendo sido desmontados e inutilizados. Dessa forma, essas aeronaves nunca operaram em Curitiba.
Em 1947 o 5° Regimento de Aviação foi extinto, passando a denominar-se 12º Grupo de Aviação.
| Estrutura operacional anterior a 1947. Regimento (dois a quatro Grupos) Grupo (duas a quatro Esquadrilhas) Esquadrilha (duas Seções) Seção (duas aeronaves) | Estrutura operacional instituída em 1947. Ala (dois a quatro Grupos) Grupo (dois a quatro Esquadrões) Esquadrão (duas a quatro Esquadrilhas) Esquadrilha (duas Seções) Seção (duas aeronaves) |

### Escola de Oficiais Especialistas de Aeronáutica
O Curso de Oficiais Mecânicos começou a funcionar no ano de 1950. E no final desse mesmo ano foi transferido para Curitiba. Pelo Aviso n° 3, de 04 de Janeiro de 1951, o curso recebeu a designação de Curso de Oficiais Especialistas. Em 1953 passou a denominar-se Escola de Oficiais Especialistas e de Infantaria de Guarda (EOEIG), que em 17 de julho de 1979 mudou a denominação para Escola de Oficiais Especialistas de Aeronáutica (EOEAer).

## Centro Integrado de Defesa Aérea e Controle de Tráfego Aéreo
Estrutura:

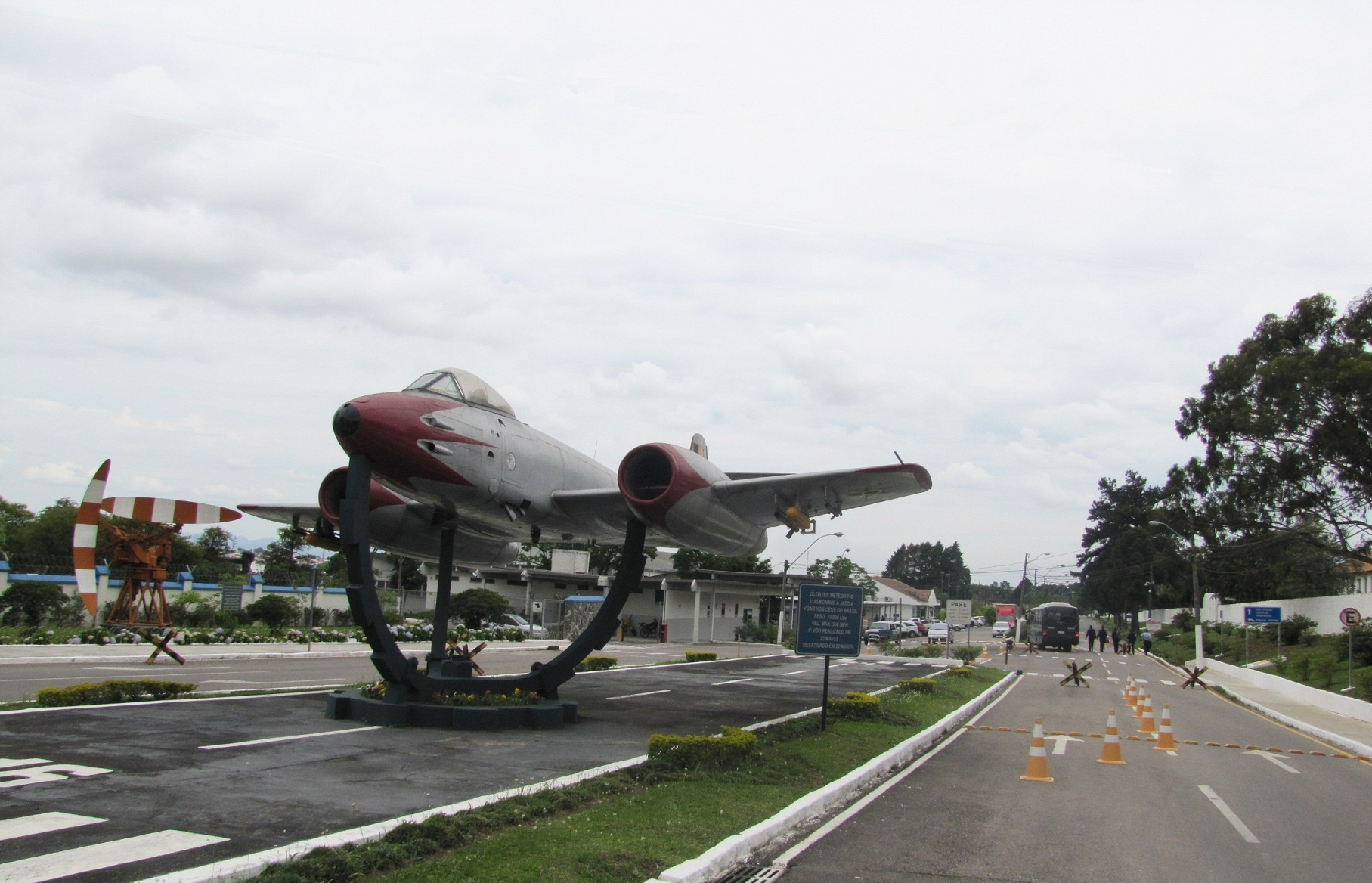
Gloster Meteor na entrada do CINDACTA II.

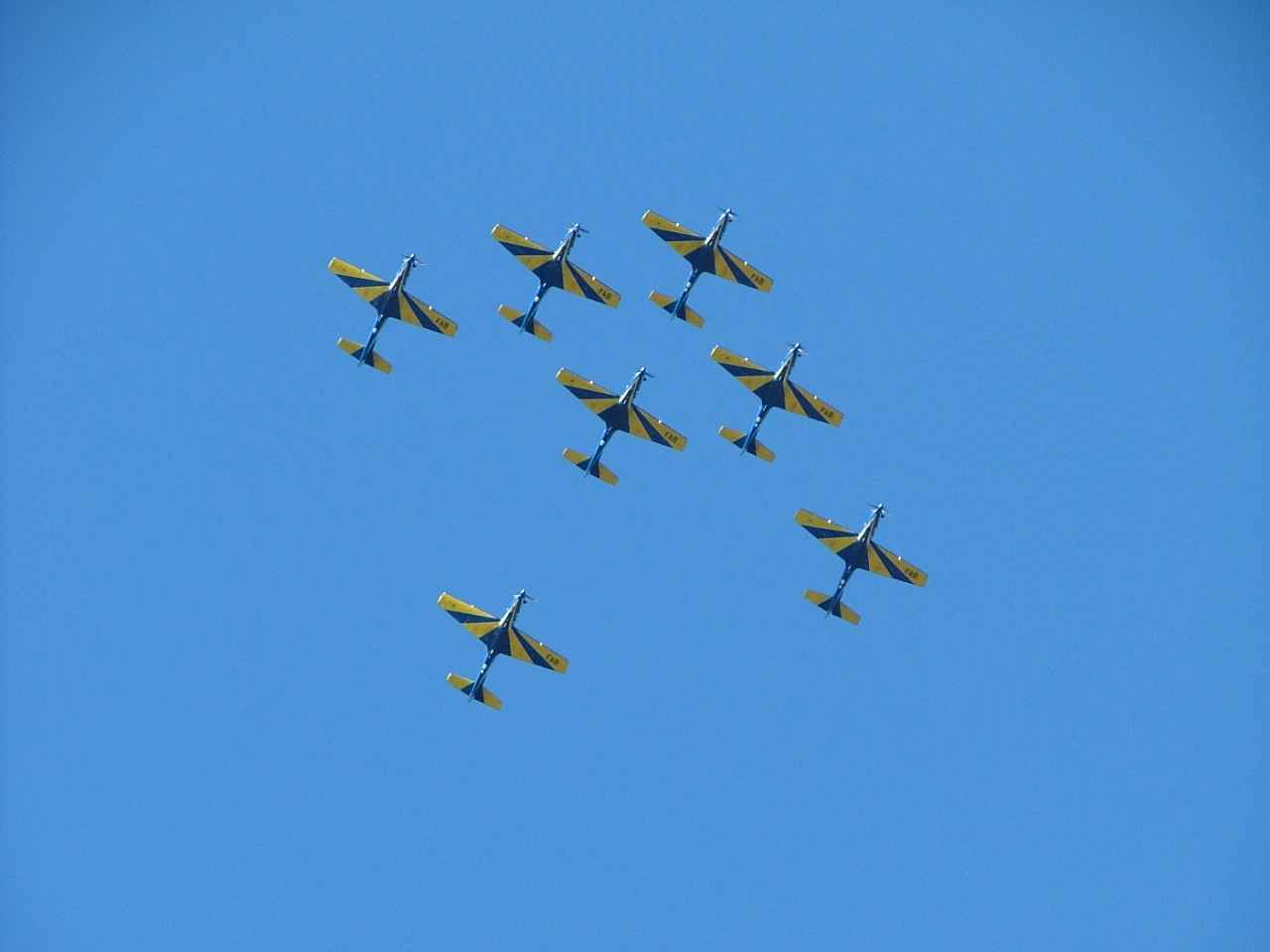
Esquadrilha da fumaça sobre o CINDACTA II.

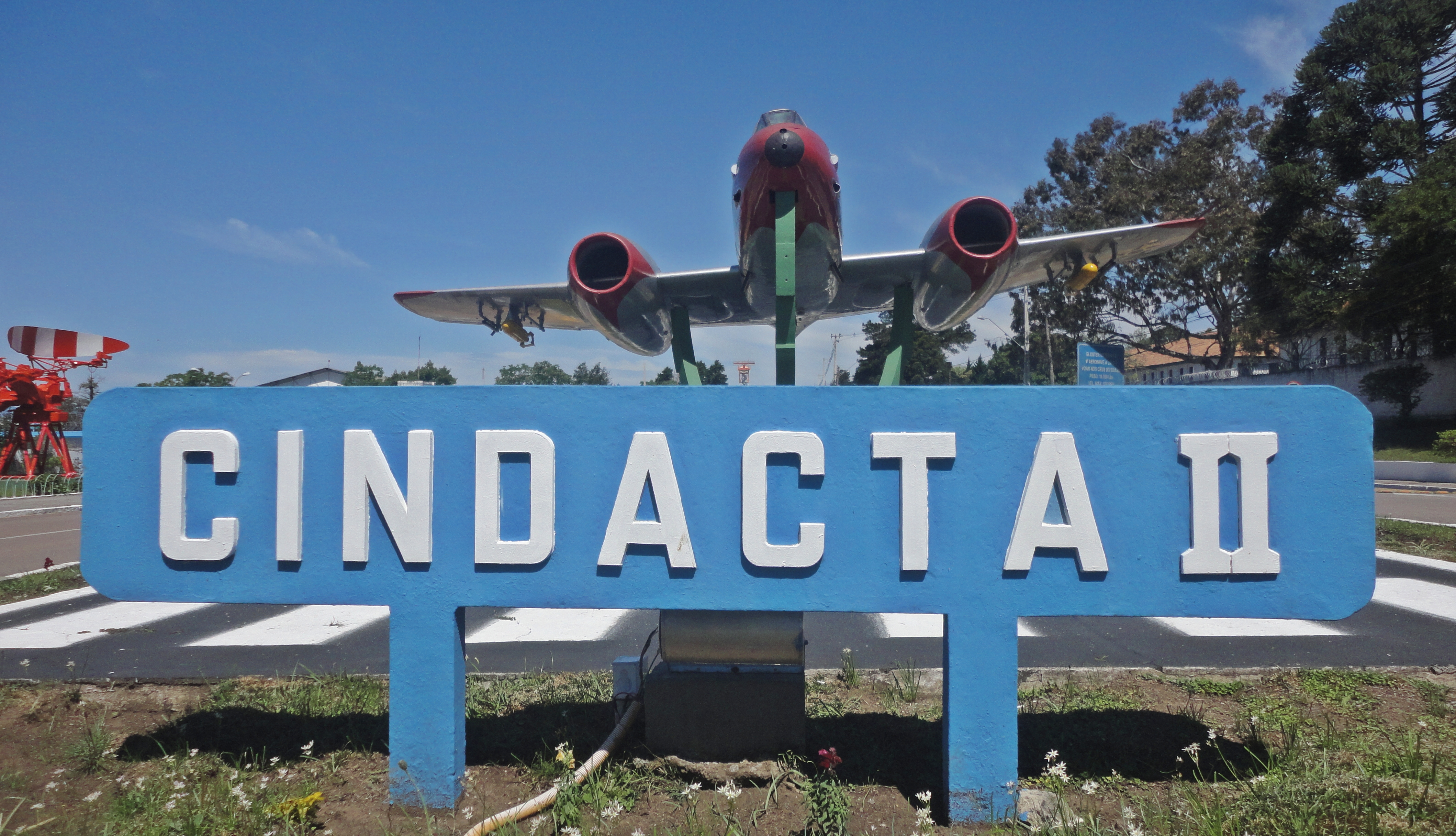
Entrada CINDACTA II

- SIPACEA - Seção de Investigação e Prevenção de Acidentes do Controle do Espaço Aéreo
- SIPAA - Seção de Investigação e Prevenção de Acidentes Aeronáuticos
- Comunicação Social
- BINFA - Batalhão de Infantaria da Aeronáutica
- Divisão de Administração
  - Subdivisão de Intendência
  - Subdivisão de Recursos Humanos
  - Subdivisão de Saúde
- Divisão de Operações
  - Subdivisão de Operações Militares
  - Subdivisão de Tráfego Aéreo
  - Subdivisão de Comunicações
  - Subdivisão de Meteorologia
  - Subdivisão de Informações Aeronáuticas[9]
- Centro Meteorológico de Vigilância
- COI  - Centro Operacional Integrado
  - Defesa Aérea (COPM II)
- CTCOM/CCAM
- CRN-CW
- ACC-CW
- Salvaero-CW
- Divisão Técnica
  - Subdivisão de Telecomunicações
  - Subdivisão de Navegação e Infra-Estrutura
  - Subdivisão de Tecnologia da Informação
  - Subdivisão de Radares
  - Subdivisão de Planejamento e Controle
  - Subdivisão de Suprimento
- Prefeitura De Aeronáutica

### Destacamentos de Telecomunicações e Controle do Espaço Aéreo (DTCEA)
| - DTCEA-BI - Bacacheri; - DTCEA-CG - Campo Grande; - DTCEA-CGU - Canguçu; - DTCEA-CO - Canoas; - DTCEA-CR - Corumbá; - DTCEA-CT - Curitiba; | - DTCEA-CTD - Catanduvas; - DTCEA-FI - Foz do Iguaçu; - DTCEA-FL - Florianópolis; - DTCEA-JGI - Jaraguari; - DTCEA-MDI - Morro da Igreja; | - DTCEA-PA - Porto Alegre; - DTCEA-SM - Santa Maria; - DTCEA-STI - Santiago; - DTCEA-UG - Uruguaiana. |